# Historia maya
La historia de la antigua civilización maya se divide en tres períodos principales: Preclásico, Clásico y Posclásico. Estos  fueron precedidos por el Período Arcaico, que vio los primeros asentamientos y el desarrollo temprano de la agricultura. Los estudios modernos consideran estos períodos como divisiones arbitrarias de la cronología de la civilización maya, en lugar de indicar su evolución cultural o su decadencia.  Las definiciones de las fechas de inicio y fin de los periodos pueden variar hasta un siglo, según el autor.  El Preclásico duró desde aproximadamente 2000 a. C. hasta aproximadamente el 250 d. C.; fue seguido por el Clásico, entre 250 d. C. y 950 d. C. aproximadamente, y luego por el Posclásico, desde 950 d. C. hasta la mitad del siglo XVI.  Cada período principal tiene subdivisiones:
| Período                                | División                               | División                               | Fechas              |
| -------------------------------------- | -------------------------------------- | -------------------------------------- | ------------------- |
| Arcaico                                | Arcaico                                | Arcaico                                | 10000 -2000 a. C.   |
| Preclásico                             | Preclásico Temprano                    | Preclásico Temprano                    | 2000-1000 a. C.     |
| Preclásico                             | Preclásico Medio                       | Preclásico Medio Temprano              | 1000-600 a. C.      |
| Preclásico                             | Preclásico Medio                       | Preclásico Medio Tardío                | 600-350 a. C.       |
| Preclásico                             | Preclásico Tardío                      | Preclásico Tardío Temprano             | 350-1 a. C.         |
| Preclásico                             | Preclásico Tardío                      | Preclásico Tardío Tardío               | 1 a. C. - 159 d. C. |
| Preclásico                             | Preclásico Tardío                      | Preclásico Terminal                    | 159-250 d. C.       |
| Clásico                                | Clásico Temprano                       | Clásico Temprano                       | 250-550 d. C.       |
| Clásico                                | Clásico Tardío                         | Clásico Tardío                         | 550-830 d. C.       |
| Clásico                                | Clásico Terminal                       | Clásico Terminal                       | 830-950 d. C.       |
| Posclásico                             | Posclásico Temprano                    | Posclásico Temprano                    | 950-1200 d. C.      |
| Posclásico                             | Posclásico Tardío                      | Posclásico Tardío                      | 1200-1539 d. C.     |
| Periodo de contacto/Conquista española | Periodo de contacto/Conquista española | Periodo de contacto/Conquista española | 1511-1697 d. C.     |

## Período Preclásico (2000 a.C.-250 d.C.)

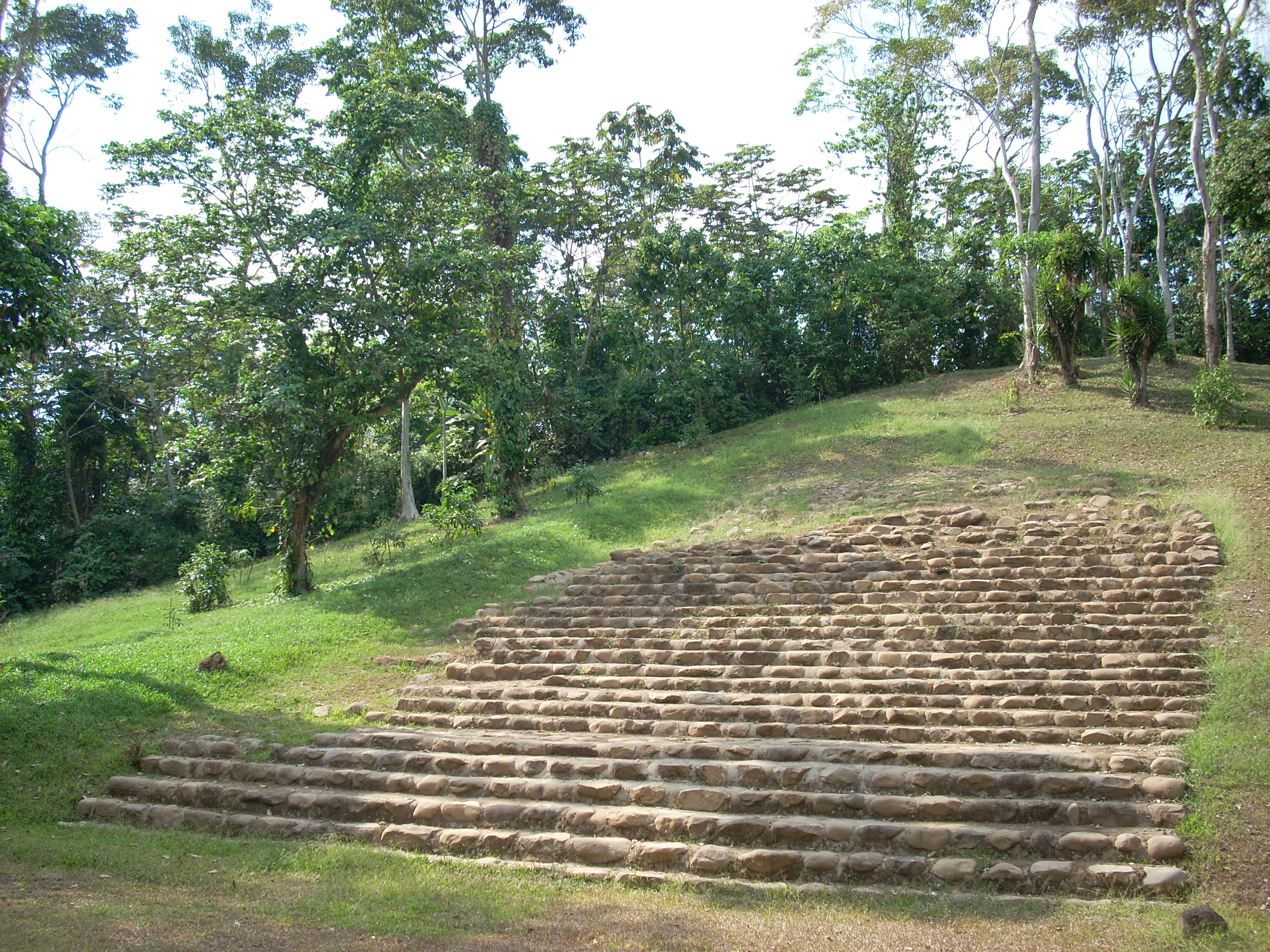
Estructura 5 en Takalik Abaj fue construida durante el Preclásico maya.

El desarrollo de la civilización maya se inició en el período Preclásico. Los estudiosos continúan discutiendo cuando comenzó esta era de la civilización maya. Descubrimientos de ocupación maya en Cuello, Belice han sido datados por carbono hacia 2600 a. C.  Los asentamientos del periodo se establecieron alrededor de 1800 a. C. en la región del Soconusco en la costa del Pacífico, y ya estaban cultivando los alimentos básicos de la dieta maya, incluyendo el maíz, frijol, calabaza y chile. Este período, conocido como el Preclásico Temprano, se caracterizó por las comunidades sedentarias y la introducción de la cerámica y figurillas de barro cocido.
Durante el Período del Preclásico Medio, pequeños pueblos comenzaron a crecer para formar ciudades.  Para el año 500 a. C., estas ciudades poseían grandes templos decorados con máscaras de estuco representando a los dioses. Nakbé en el departamento de Petén, Guatemala fue la primera ciudad bien documentada en las tierras bajas mayas, donde las grandes estructuras se han fechado hacia 750 a. C.  Nakbé ya contó con una arquitectura monumental, monumentos esculpidos y calzadas que caracterizaron a las posteriores ciudades en las tierras bajas mayas.  Las tierras bajas del norte de Yucatán fueron ampliamente colonizadas en el Preclásico Medio.  Aproximadamente por el 400 a. C., cerca del final del período Preclásico Medio, los gobernantes mayas tempranos fueron levantando estelas que celebraban sus logros y validaban su derecho a gobernar.
Murales excavados en 2005 han hecho retroceder el origen de la escritura maya por varios siglos, y una escritura desarrollada ya estaba siendo utilizada en San Bartolo, en Petén hacia el siglo III a. C., y ahora es evidente que los mayas participaron en el desarrollo más amplio de la escritura mesoamericana en el Preclásico.  En el Período Preclásico Tardío, la enorme ciudad de El Mirador creció hasta cubrir aproximadamente 16 km². Poseía avenidas pavimentadas, complejos de pirámides triádicas masivas datadas cerca de 150 a. C., y estelas y altares que se levantaron en sus plazas.  El Mirador es considerado como una de las primeras capitales de la civilización maya.  Los pantanos de la cuenca del Mirador parecen haber sido la atracción principal para los primeros habitantes de la zona, como lo demuestra la inusual agrupación de grandes ciudades alrededor de ellos.  La ciudad de Tikal, que más tarde sería una de las ciudades más importantes del período Clásico, ya era una ciudad importante en torno al 350 a. C., aunque no se comparaba con en El Mirador.  El florecimiento cultural del Preclásico Tardío se derrumbó en el siglo I d. C. y muchas de las grandes ciudades mayas de la época fueron abandonadas; la causa de este colapso es aún desconocido.
En las tierras altas, Kaminaljuyú surgió como un centro principal en el Preclásico Tardío, conectando las rutas comerciales de la costa del Pacífico con la ruta del río Motagua y aumentando el contacto con otros sitios a lo largo de la costa del Pacífico.  Kaminaljuyú estaba situado en un cruce de caminos y controlaba las rutas comerciales hacia el oeste a la costa del Golfo, al norte en las tierras altas, y a lo largo de la llanura costera del Pacífico hasta el Istmo de Tehuantepec y El Salvador. Esto le dio el control de las redes de distribución de bienes importantes, como el jade, la obsidiana y el cinabrio.  Dentro de esta ruta comercial extendida, Takalik Abaj y Kaminaljuyú parecen haber sido los dos focos principales.  El estilo de escultura maya temprano se extendió por toda esta red. Takalik Abaj y Chocolá fueron dos de las ciudades más importantes de la llanura costera del Pacífico durante el Preclásico Tardío,  y Komchen creció hasta convertirse en un centro importante en el norte de Yucatán durante el Preclásico.

## Periodo Clásico (250-900 d.C.)
El período Clásico se define en gran medida como el período durante el cual en las tierras bajas mayas se levantaron monumentos fechadas, utilizando el calendario de la cuenta larga.  Este período marcó el auge de la construcción a gran escala y el urbanismo, el registro de inscripciones monumentales, y demostró un significativo desarrollo intelectual y artístico, sobre todo en las regiones de las tierras bajas del sur. El panorama político del período Clásico ha sido comparado con el de la Italia del Renacimiento o de la Grecia clásica, con múltiples ciudades-estado involucrados en una compleja red de alianzas y enemistades.

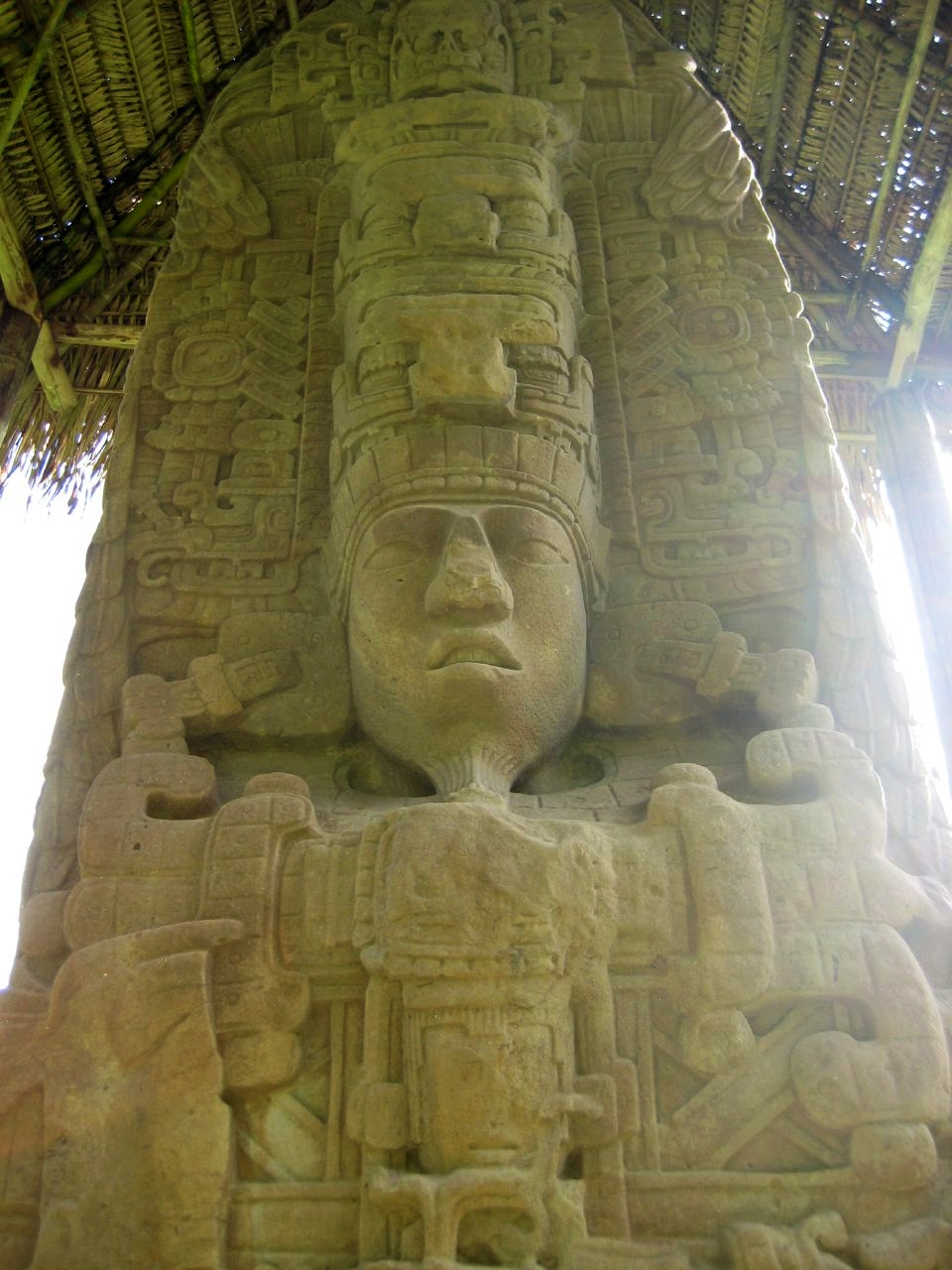
Estela D de Quiriguá, representa al rey K'ak' Tiliw Chan Yopaat

En su apogeo, durante el Clásico Tardío, Tikal se había expandido hasta alcanzar una población de más de 100.000 habitantes. El gran rival de Tikal era Calakmul, otra ciudad poderosa en la cuenca del Petén.  Tikal y Calakmul desarrollaron extensos sistemas de aliados y vasallos; ciudades menores que entraban en estas redes ganaron prestigio por su asociación con la ciudad de primer nivel, y mantenían relaciones pacíficas con otros miembros de la misma red. Tikal y Calakmul dirigieron sus redes de alianzas en contra de su rival; en varios momentos durante el periodo Clásico, uno u otro de estos poderes ganaría una victoria estratégica sobre su gran rival, lo que resultó en los respectivos períodos de florecimiento y decadencia.
En 629, B'alaj Chan K'awiil, un hijo del rey de Tikal K'inich Tikal Muwaan Jol II, fue enviado a fundar una nueva ciudad en Dos Pilas, 120 km al oeste en la región de Petexbatún, al parecer como un puesto de avanzada para extender el poder de Tikal fuera del alcance de Calakmul. El joven príncipe tenía sólo cuatro años de edad en el momento.  Con el establecimiento del nuevo reino, Dos Pilas proclamó su origen mediante la adopción del emblema de Tikal como propio.  Durante las siguientes dos décadas luchó lealmente para su hermano y señor de Tikal. En el año 648, el rey Yuknoom Ch'een II ("Yuknoom el Grande") de Calakmul atacó y derrotó a Dos Pilas, capturando B'alaj Chan K'awiil. Casi al mismo tiempo, el rey de Tikal fue asesinado. Yuknoom Ch'een II luego reinstaló a B'alaj Chan K'awiil en el trono de Dos Pilas como su vasallo.  En un extraordinario acto de traición de parte de un miembro de la familia real de Tikal, sirvió posteriormente como un aliado leal de Calakmul, el enemigo jurado de Tikal.
En el sureste, Copán fue la ciudad más importante.  Su dinastía del período clásico fue fundada en el 426 por K'inich Yax K'uk' Mo'. El nuevo rey tenía fuertes lazos con el centro de Petén y Teotihuacán, y es probable que él fuera originario de Tikal.  Copán alcanzó el apogeo de su desarrollo cultural y artístico durante el gobierno de Uaxaclajuun Ub'aah K'awiil, que reinó de 695 a 738.  Su reinado terminó catastróficamente en abril de 738, cuando fue capturado por su vasallo, el rey K'ak' Tiliw Chan Yopaat de Quiriguá.  El señor capturado de Copán fue llevado a Quiriguá y fue decapitado en un ritual público a principios de mayo de 738.  Es probable que este golpe de Estado fuera respaldado por Calakmul, con el fin de debilitar a un poderoso aliado de Tikal.  Palenque y Yaxchilán fueron las ciudades más poderosas de la región Usumacinta.  En las tierras altas, Kaminaljuyú en el valle de Guatemala ya era una gran ciudad para el 300 d. C.  En el norte del área maya, Coba fue la capital más importante.

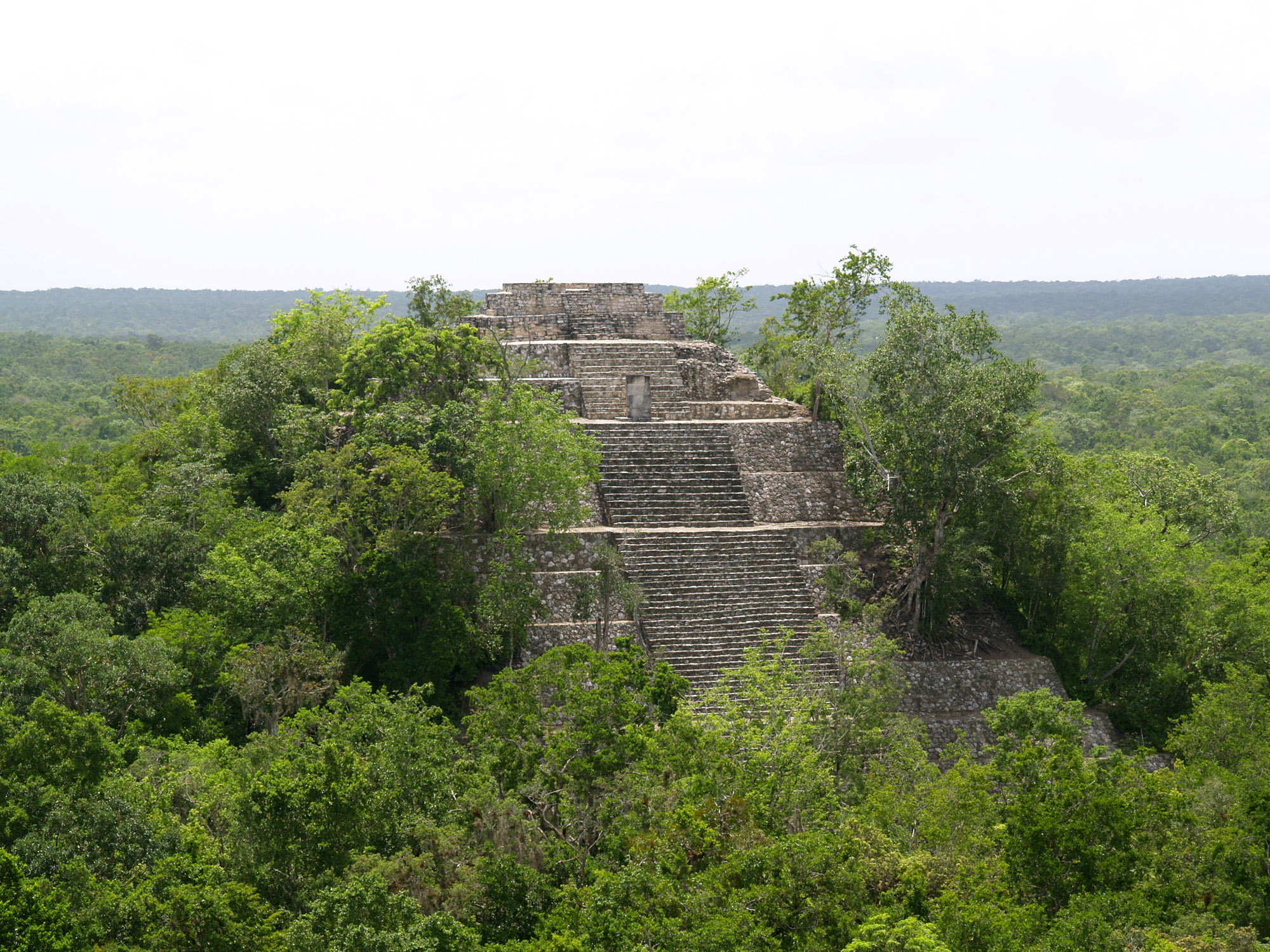
Calakmul era una de las más importantes ciudades mayas en el periodo clásico.

Las ciudades capitales de los reinos mayas podrían variar considerablemente en tamaño, lo que parece ser relacionado con el número de ciudades vasallo que estaban vinculados con la capital.  Los dirigentes de ciudades-estados que gobernaban sobre un mayor número de señores subordinados podrían obtener mayores cantidades de tributo en la forma de bienes y mano de obra.  Las formas más notables de tributo representadas en la cerámica maya eran cacao, textiles y plumas decorativas.  La base social de la civilización maya clásica se conformaba de una extensa red política y económica que abarcaba toda el área maya, y más allá dentro de la gran región mesoamericana. Las entidades políticas dominantes del periodo Clásico se encontraban en las tierras bajas centrales; durante este período las tierras altas del sur y las tierras bajas del norte pueden ser considerados culturalmente, económicamente y políticamente periféricas a esta área. Las ciudades que se encontraban entre el núcleo y la periferia actuaban como centros de comercio.
Los monumentos más notables del Clásico son las pirámides-templos y los palacios que construyeron en los centros de las ciudades más grandes.  En esta época se generalizó el uso de la escritura glífica en los monumentos y se dejó una gran cantidad de información, incluyendo registros dinásticos fechados, alianzas y otras interacciones entre las entidades políticas mayas. La escultura de estelas de piedra se extendió por todo el territorio maya durante el periodo Clásico,  y los emparejamientos de estelas esculpidas y altares circulares bajos se consideran una característica distintiva de la civilización maya clásica. Durante el periodo Clásico casi todos los reinos mayas en las tierras bajas del sur levantaron estelas en sus respectivos centros ceremoniales.  El epigrafista David Stuart sugirió inicialmente que los mayas consideraron sus estelas como te tun, "árboles de piedra", aunque posteriormente revisó su lectura en lakamtun, que significa "piedra bandera".  De acuerdo con Stuart, esto puede referirse a las estelas como versiones de piedra de los estandartes verticales que se colocaron en lugares prominentes en los centros de las ciudades mayas, como se muestra en los antiguos murales mayas. El principal propósito de una estela era de glorificar al rey.
La civilización maya participó en el comercio a larga distancia, e importantes rutas comerciales corrían desde el río Motagua hasta el Mar Caribe, luego hacia el norte hasta la costa de Yucatán. Otra ruta iba desde Verapaz a lo largo del río La Pasión al puerto comercial en Cancuén; desde allí rutas comerciales corrieron hacia el este hasta Belice, hacia el norte hasta el centro y norte de Petén, y más allá hasta el Golfo de México y la costa oeste de la península de Yucatán. El jade, la cerámica fina y las plumas de quetzal eran importantes productos comerciales de la élite.  Los productos comerciales más básicos pueden haber incluido la obsidiana, la sal, y el cacao.

### Colapso maya del periodo Clásico

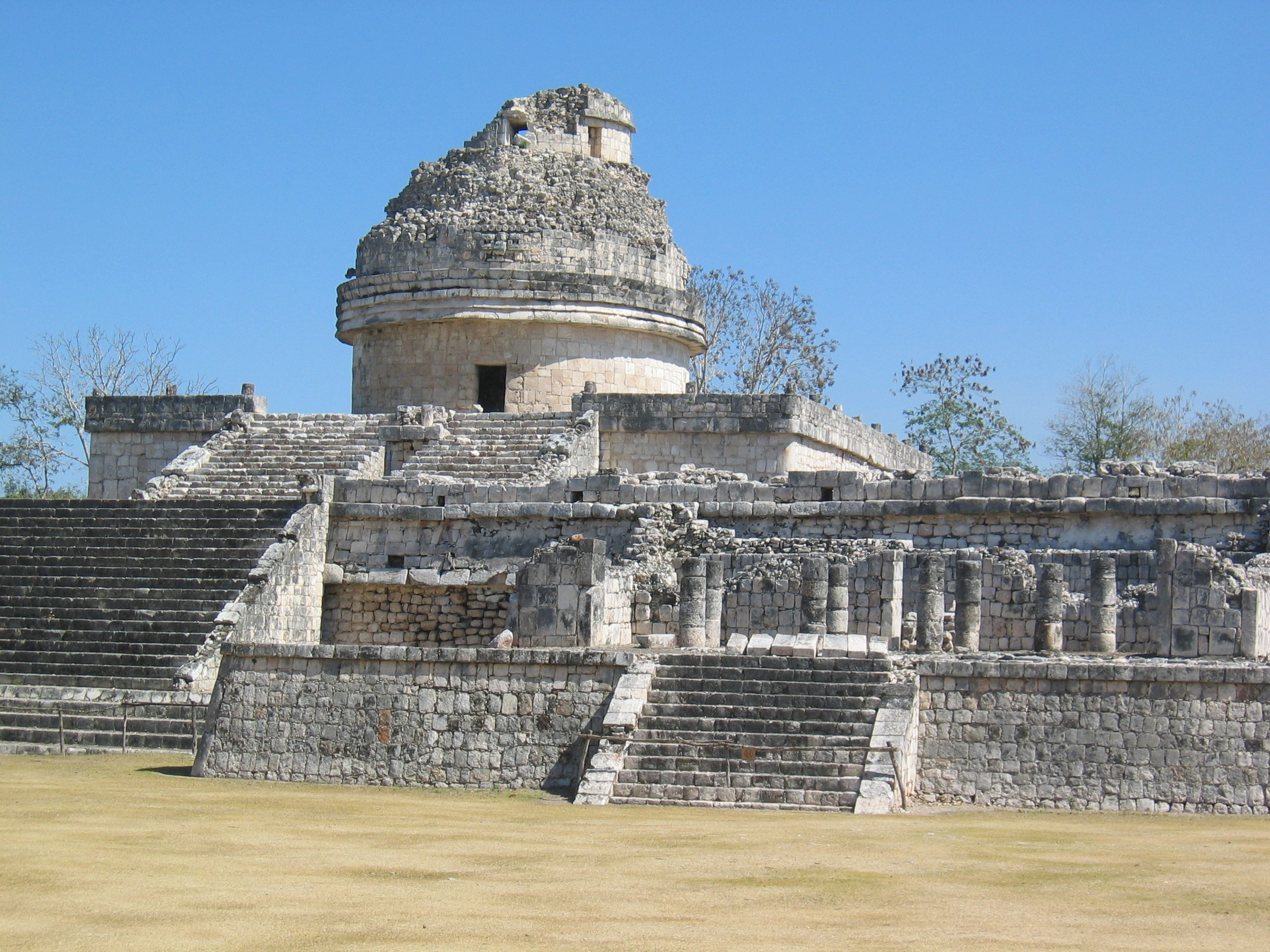
Chichen Itzá una de las ciudades más importantes en la región maya norte.

Durante el siglo IX, la región central maya sufrió un gran colapso político, marcado por el abandono de las ciudades, el final de las dinastías y un desplazamiento del foco de actividad hacia el norte. Este descenso coincidió con el cese de las inscripciones monumentales y de la construcción arquitectónica a gran escala. Ninguna teoría universalmente aceptada explica este colapso, pero es probable que fuese el resultado de una combinación de factores, incluyendo la guerra endémica interna, la sobrepoblación que resultó en una degradación ambiental grave, y la sequía. Durante este período, conocido como el Clásico Terminal, las ciudades septentrionales de Chichén Itzá y Uxmal mostraron un aumento de actividad. Las principales ciudades en el norte de la península de Yucatán continuaron siendo habitadas mucho tiempo después de que las ciudades de las tierras bajas del sur dejaran de levantar monumentos.
Hay evidencia de que la población maya sobrepasó la capacidad de carga del medio ambiente, dando lugar al agotamiento de los recursos agrícolas como la degradación del suelo, la deforestación y la caza excesiva de la megafauna. Una larga sequía de 200 años parece haber ocurrido en la misma época. La organización social maya del periodo Clásico se basaba en la autoridad ritual del gobernante, en lugar de un control central del comercio y distribución de alimentos. Este modelo de gobierno no estaba bien estructurado para responder a cambios fundamentales, ya que la libertad de acción del gobernante se limitaba a respuestas tradicionales. Los gobernantes respondieron en una forma culturalmente delimitada, mediante la intensificación de actividades tales como la construcción, los rituales y la guerra. Esto fue contraproducente y sólo sirvió para exacerbar los problemas sistémicos.
Para los siglos IX y X, esto se tradujo en el colapso del sistema de gobernación basado en torno al poder divino del señor gobernante. En el norte de Yucatán, el reinado individual fue reemplazado por un consejo de gobierno formado a partir de linajes de la élite. En el sur de Yucatán y el centro de Petén, hubo un declive general de los reinos; en Petén occidental y algunas otras áreas, los cambios fueron catastróficos y dieron lugar a la rápida despoblación de las ciudades. Dentro de un par de generaciones, grandes extensiones de la zona central maya fueron casi totalmente abandonadas.  Un colapso relativamente rápido afectó a porciones de la zona sur maya que incluía el sur de la península de Yucatán, el norte de Chiapas y Guatemala, y el área alrededor de Copán en Honduras. Las ciudades más grandes tenían poblaciones que sumaban 50.000 a 120.000 habitantes y estaban vinculados a las redes de ciudades subsidiarias. Tanto las capitales y sus centros secundarios fueron generalmente abandonados en un plazo de 50 a 100 años.
A finales del siglo VIII, la guerra endémica había envuelto a la región de Petexbatún, Petén, lo que resultó en el abandono de Dos Pilas y Aguateca.  Uno por uno, muchas otras grandes ciudades dejaron de esculpir monumentos fechados y fueron abandonados; los últimos monumentos de Palenque, Piedras Negras y Yaxchilán fueron fechados entre 795 y 810, y en las décadas siguientes, Calakmul, Naranjo, Copán, Caracol y Tikal cayeron todos en el olvido. La última fecha de cuenta larga fue inscrita en Toniná en 909 d. C.. Las estelas ya no fueron levantadas, y ocupantes ilegales se instalaron en los palacios reales abandonados. Las rutas comerciales de Mesoamérica cambiaron y excluyeron a Petén.

## Periodo Posclásico (950-1539 d.C.)

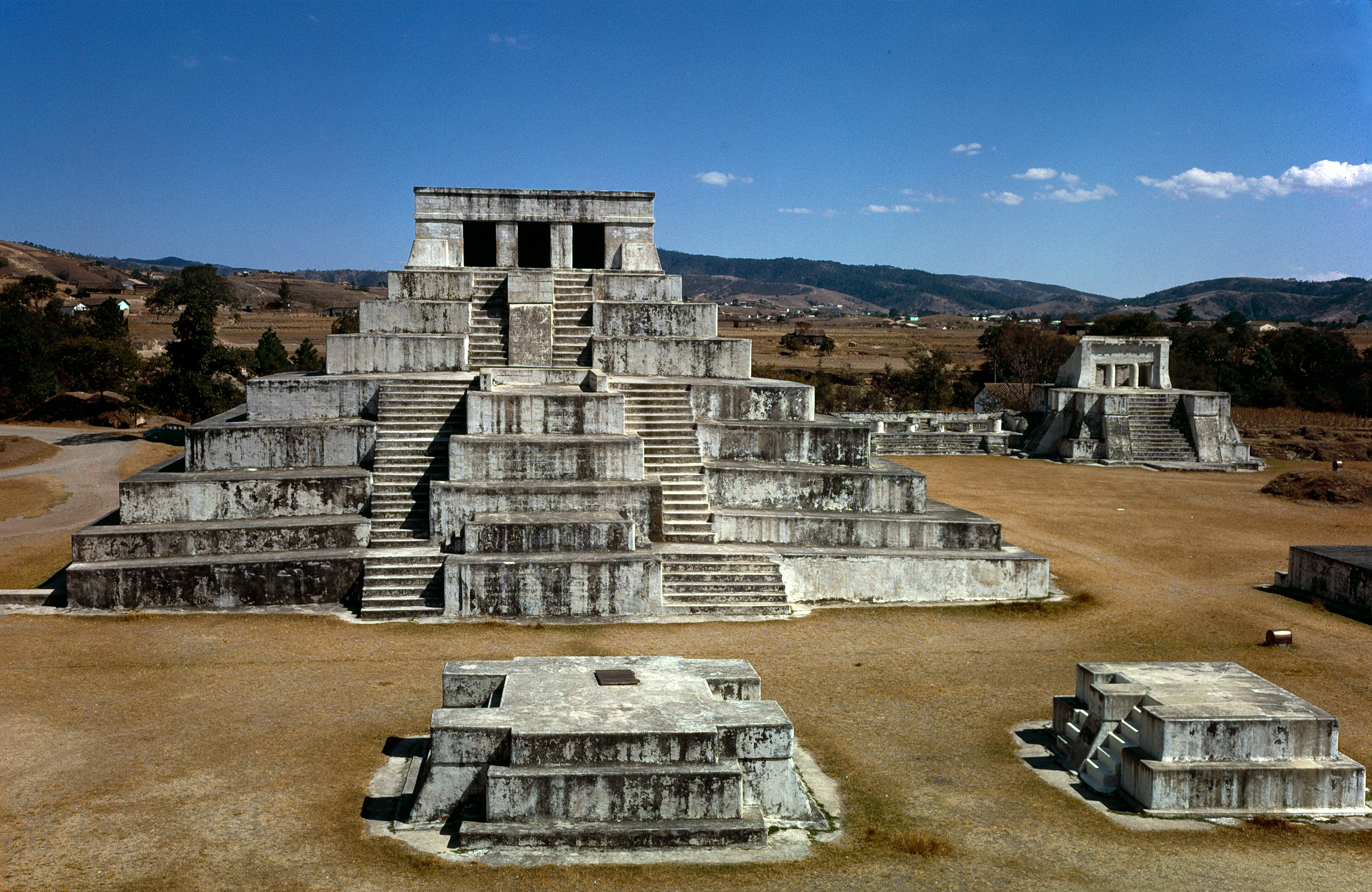
Zaculeu era la capital posclásica del reino Mam en las tierras altas de Guatemala.

Hacia el comienzo del siglo X, con el inicio del colapso del periodo Clásico Terminal, las grandes ciudades que dominaban Petén habían caído en la ruina.  A pesar de ser mucho más reducida, una significativa presencia maya permaneció durante el periodo Posclásico, después del abandono de las ciudades durante el Clásico Terminal; la población se concentró principalmente cerca de las fuentes de agua permanentes. A diferencia de los ciclos de contracción anteriores en la región maya, las tierras abandonadas no fueron rápidamente reasentadas durante el Posclásico. El centro de actividad se trasladó a las tierras bajas del norte y las tierras altas mayas; es posible que esto haya coincidido con la migración desde las tierras bajas del sur, ya que muchos grupos del Posclásico maya tenían mitos sobre migraciones. Chichén Itzá surgió como una prominente ciudad en el norte durante el siglo VIII, coincidente con los abandonos que se produjeron en el sur, lo que sugiere el involucramiento de factores económicos y políticos en el colapso. Chichén Itzá se convirtió en lo que fue probablemente la más grande, potente y cosmopolita de todas las ciudades mayas. Chichén Itzá y sus vecinos Puuc declinaron drásticamente en el siglo XI, y esto puede representar el episodio final del colapso del período Clásico. Después de la caída de Chichén Itzá, la región maya carecía de un poder dominante hasta el surgimiento de la ciudad de Mayapán en el siglo XII. Nuevas ciudades surgieron cerca de las costas del Caribe y del golfo de México, y se formaron nuevas redes de comercio.
El Período Posclásico estuvo marcado por una serie de cambios que distinguían a sus ciudades de las de la época clásica anterior. La gran ciudad de Kaminaljuyú en el Valle de Guatemala fue abandonada después de un periodo de ocupación continua que se extendió por casi dos mil años.
Esto fue sintomático de los cambios que estaban barriendo a través de las tierras altas y la llanura de la costa del Pacífico, en los cuales las ciudades situadas en terrenos expuestos fueron reubicadas, al parecer debido a una proliferación de la guerra. Las ciudades pasaron a ocupar lugares ubicados en cumbres, rodeados de profundos barrancos que facilitaron su defensa, y a veces con defensas compuestas de zanjas y paredes para complementar la protección proporcionada por el terreno. Defensas amuralladas han sido identificadas en un gran número de sitios en el norte, incluyendo Chacchob, Chichén Itzá, Cuca, Ek Balam, Mayapán, Muna, Tulum, Uxmal y Yaxuná. Una de las ciudades más importantes de las tierras altas de Guatemala en este momento era Q'umarkaj, la capital del beligerante reino quiché.  Por lo general los Estados mayas del Posclásico, desde Yucatán hasta las tierras altas de Guatemala, fueron organizados bajo una forma de gobierno conjunto o consejo de gobierno. Sin embargo, en la práctica uno de los miembros del consejo podría actuar como gobernante supremo, con los demás miembros sirviéndole como asesores.

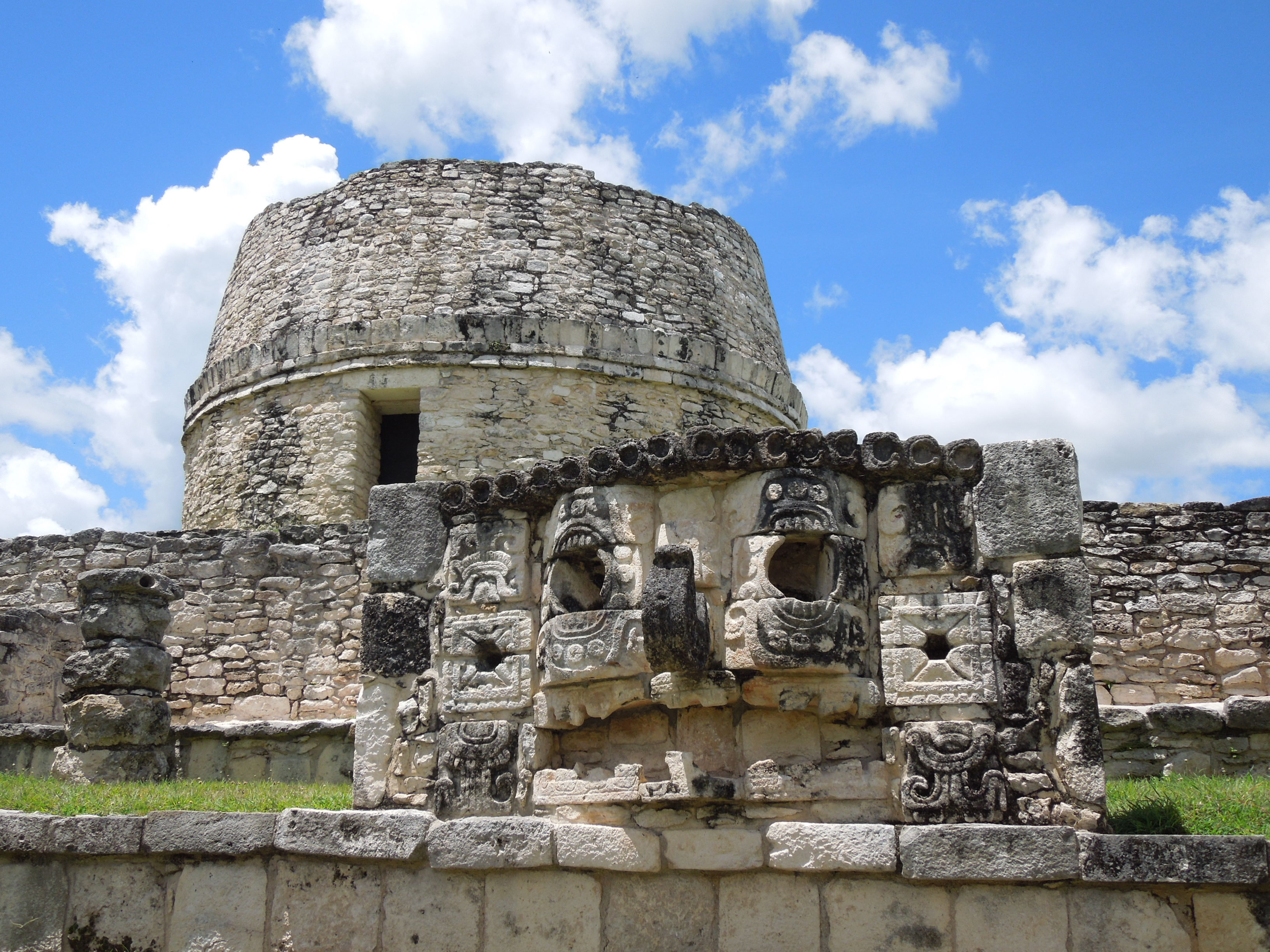
Mayapán era una importante ciudad durante el Posclásico en el norte de la península de Yucatán.

Mayapán fue abandonado alrededor de 1448, después de un período de turbulencia política, social, y ambiental, que en muchos aspectos hizo eco del colapso del periodo Clásico en la región sur. El abandono de la ciudad fue seguido por un período de guerra prolongada en la península de Yucatán, que sólo terminó poco antes del contacto con los españoles en 1511. Incluso sin una capital regional dominante, los primeros exploradores españoles informaron sobre ciudades costeras ricas y mercados florecientes.
Durante el Posclásico Tardío, la península de Yucatán estaba dividida en varias provincias independientes que compartían una cultura común, pero variaban en su organización sociopolítica interna. Dos de las provincias más importantes eran Maní y Sotuta, que eran mutuamente hostiles.  En el momento del contacto con los españoles, las entidades políticas en el norte de la península de Yucatán incluyeron Maní, Cehpech, Chakan, Ah Kin Chel, Cupul, Chikinchel, Ecab, Uaymil, Chetumal, Cochuah, Tases, Hocabá, Sotuta, Chanputun (Champotón moderna), y Acalan.  Un número de entidades políticas y grupos habitaban la parte sur de la península abarcando la cuenca del Petén, Belice, y las zonas circundantes,  incluyendo los quejaches, itzaes, couohes, yalain, chinamitas e icaichés, choles del Manché y mopán. Los lacandones de habla cholano (no confundirse con los habitantes modernos de Chiapas con ese nombre) controlaban el territorio a lo largo de los afluentes del río Usumacinta, que abarca el este de Chiapas y el suroeste de Petén.
En vísperas de la conquista española, las tierras altas de Guatemala fueron dominadas por varios poderosos estados mayas.  En los siglos anteriores a la llegada de los españoles, los quichés (k'iche') habían construido un pequeño imperio que cubría una gran parte del altiplano occidental de Guatemala y la llanura costera del Pacífico. Sin embargo, a finales del siglo XV los kaqchikeles se rebelaron contra sus antiguos aliados quichés y fundaron un nuevo reino hacia el sureste, con Iximche como su capital. En las décadas anteriores a la invasión española, el reino kaqchikel estaba erosionando constantemente al reino de los quichés. Otros grupos del altiplano incluyeron a los zutuhil (tz'utujil) alrededor del lago de Atitlán, los mam en el altiplano occidental, y los poqomam en las tierras altas orientales.  Las tierras altas centrales de Chiapas estaban ocupadas por un gran número de pueblos mayas,  incluyendo los tzotziles, que fueron divididos en varias provincias, y los tojolabales.

## Periodo de contacto y conquista española (1511-1697 d.C.)

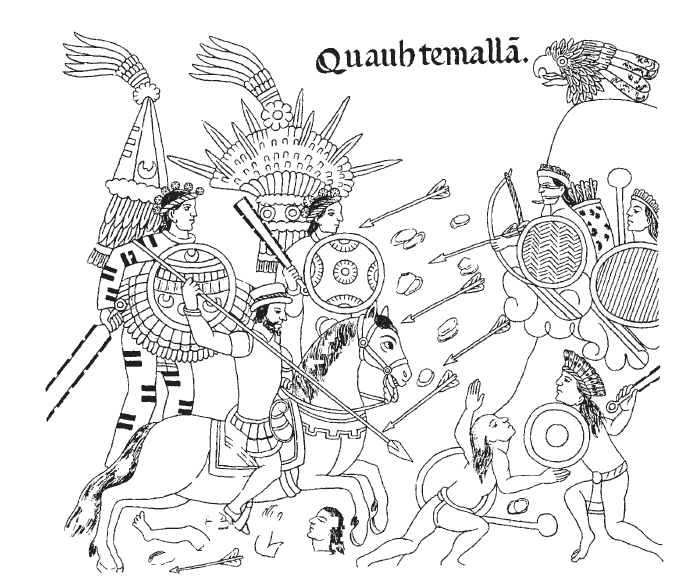
Una página del Lienzo de Tlaxcala mostrando la conquista de Iximche, conocida como Cuahtemallan en Nahuatl.

En 1511, una carabela española naufragó en el Caribe, y alrededor de una docena de sobrevivientes tocó tierra en la costa de Yucatán. Ellos fueron capturados por un señor maya, y la mayoría fueron sacrificados, aunque dos lograron escapar. De 1517 a 1519, tres expediciones españolas separadas exploraron la costa de Yucatán, y participaron en una serie de batallas con los habitantes mayas. Después de que la capital azteca Tenochtitlan cayó bajo el dominio español en 1521, Hernán Cortés envió a Pedro de Alvarado a Guatemala con una caballería de 180 hombres montados, 300 soldados, 4 cañones y miles de guerreros aliados del centro de México; los cuales llegaron a Soconusco en 1523.  La capital quiché, Q'umarkaj, cayó ante Alvarado en 1524.  Poco después, los españoles fueron invitados como aliados en Iximché, la capital kaqchikel. Las buenas relaciones no duraron, debido a las demandas excesivas españolas para el oro como tributo, y la ciudad fue abandonada unos meses más tarde. Esto fue seguido por la caída de Zaculeu, la capital mam, en 1525. Francisco de Montejo y su hijo, Francisco de Montejo el Mozo, lanzaron una larga serie de campañas en contra de las entidades políticas mayas de la península de Yucatán en 1527, y finalmente completaron la conquista de la parte norte de la península en 1546.  Sólo los reinos mayas de la cuenca del Petén se mantuvieron independientes. En 1697, Martín de Urzúa lanzó un asalto contra Nojpetén, la capital itzá, que culminó en la caída de la última ciudad maya independiente.

## Persistencia de la cultura maya
La conquista española eliminó la mayor parte de los rasgos definitorios de la civilización maya. Sin embargo, muchas aldeas mayas se mantuvieron alejados de la autoridad colonial española, y en gran medida continuaron manejando sus propios asuntos. Las comunidades rurales mayas, y la familia nuclear, mantuvieron su vida diaria tradicional. El cultivo de alimentos básicos, como el maíz y frijoles, continuó, aunque la producción agrícola se mejoró con la introducción de herramientas de acero. También se mantuvo la producción de la artesanía tradicional, como el tejido, la cerámica y la cestería. 
Los mercados comunitarios y el comercio de productos locales continuaron mucho tiempo después de la conquista. Ocasionalmente, la administración colonial fomentó la economía tradicional con el fin de extraer tributo en la forma de cerámica o textiles de algodón, aunque, por lo general, estos fueron elaborados a las especificaciones europeas. Las creencias y los idiomas mayas persistieron, a pesar de los grandes esfuerzos de cambiarlas por parte de los misioneros católicos.  El tzolk'in, el calendario ritual de 260 días, sigue en uso en las comunidades mayas modernas en las tierras altas de Guatemala y Chiapas, y millones de hablantes de idiomas mayas habitan en el territorio en el que sus antepasados desarrollaron su civilización.

## Investigación de la civilización maya

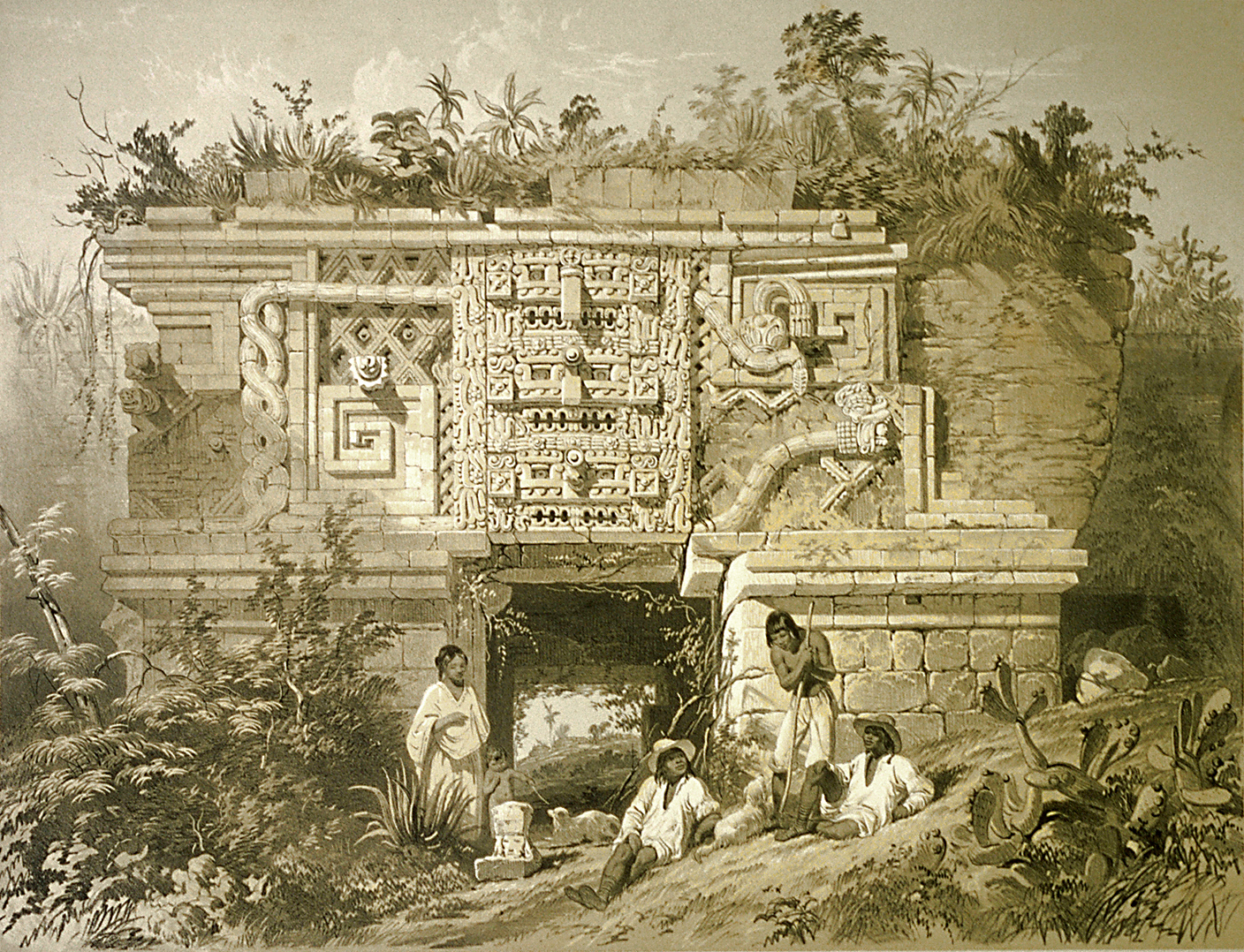
Dibujado por Frederick Catherwood en el complejo de Uxmal

Desde el siglo XVI en adelante, los soldados españoles, el clero y administradores estaban familiarizados con la historia y las creencias de los mayas precolombinos. Los agentes de la Iglesia católica escribieron relatos detallados de los mayas para apoyar sus esfuerzos de evangelización y de absorción en el Imperio español. Incluso los escritos del obispo Diego de Landa del siglo XVI, que había quemado una gran cantidad de libros mayas, contienen muchos detalles de la cultura maya, incluyendo sus creencias y prácticas religiosas, el calendario maya, aspectos de su escritura glífica, y la historia oral.  Esto fue seguido por varios sacerdotes españoles y funcionarios coloniales que dejaron descripciones de las ruinas que visitaron en Yucatán y América Central. Estos primeros visitantes eran muy conscientes de la asociación entre las ruinas y los habitantes mayas de la región.
En 1839, el viajero y escritor estadounidense John Lloyd Stephens, familiarizado con las investigaciones españolas anteriores, visitó a Uxmal, Copán, Palenque, y otros sitios, con el arquitecto y dibujante inglés Frederick Catherwood.  Sus relatos ilustrados de las ruinas provocaron gran interés popular para la región y el pueblo maya, y trajeron la civilización maya a la atención del mundo. Sus relatos fueron recogidos por anticuarios del siglo XIX, como Augustus Le Plongeon y Désiré Charnay, quien atribuyó las ruinas a las civilizaciones del Viejo Mundo, o continentes hundidos.  A finales del siglo XIX se vio el registro y la recuperación de los cuentos etnohistóricos de los mayas, y los primeros pasos en el desciframiento de los glifos mayas.

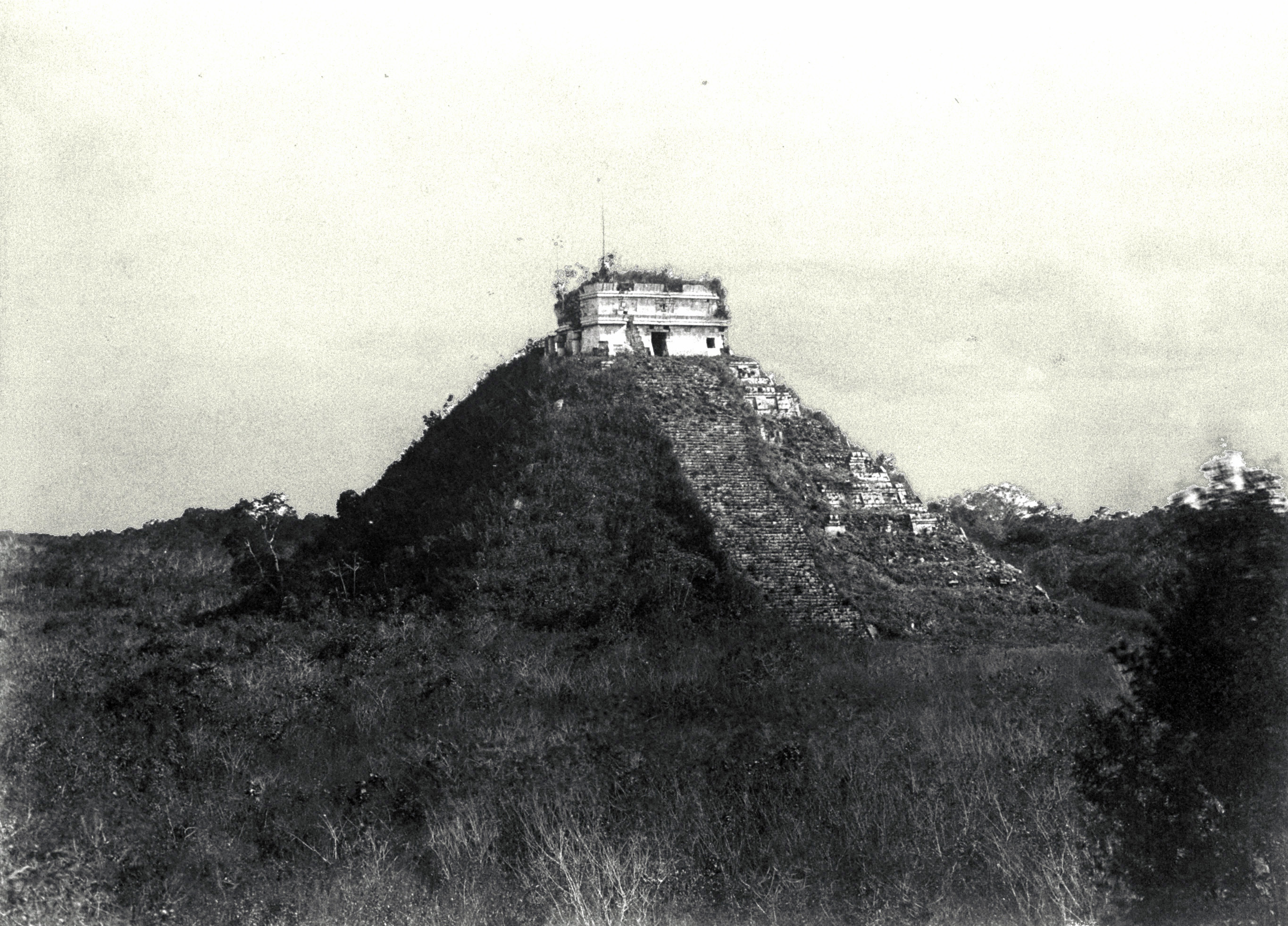
1892 fotografía del templo de Kukulkán ("El castillo") en Chichen Itzá, tomada por Teoberto Maler.

Durante las dos últimas décadas del siglo xix se inició la arqueología científica moderna en la región maya, con el trabajo minucioso de Alfred Maudslay y Teoberto Maler.  Sitios como Altar de Sacrificios, Coba, Ceibal, y Tikal, fueron desmontados y sus ruinas dibujadas y fotográfiadas.  A principios del siglo XX, el Museo Peabody decidió patrocinar excavaciones en Copán y en la península de Yucatán,  y los artefactos fueron llevados fuera de la región para ser incluidos en la colección del museo. En las dos primeras décadas del siglo XX, se lograron avances en el desciframiento del calendario maya, así como en la identificación de las deidades, fechas, y conceptos religiosos. Sylvanus Morley inició un proyecto para documentar cada monumento maya e inscripción glífica conocida, registrando los textos de monumentos que, en algunos casos, han sido destruidos posteriormente. El Instituto Carnegie patrocinó excavaciones en Copán, Chichén Itzá, y Uaxactún, y sentó la base de los estudios mayas modernos. A partir de la década de 1930 en adelante, el ritmo de exploración arqueológica aumentó considerablemente, y se llevaron a cabo excavaciones a gran escala en toda la región maya.
Sin embargo, en muchos lugares, las ruinas mayas fueron cubiertas por la selva, llegando a ser lo suficientemente densa como para ocultar de un observador las estructuras arquitectónicas, incluso a pocos metros de distancia. Para encontrar las ruinas no identificadas, los investigadores han recurrido a imágenes de satélite, con el fin de observar el espectro visible y la región espectral del infrarrojo cercano. Debido a su construcción de piedra caliza, los monumentos afectaron la composición química del suelo mientras se deterioraban; algunas plantas amantes de la humedad son totalmente ausentes, mientras que otras fueron exterminadas o descoloradas.
En la década de 1960, el distinguido mayista J. Eric S. Thompson promovió la idea que las ciudades mayas serían centros ceremoniales esencialmente vacantes que servían a una población dispersa en la selva, y que la civilización maya hubiera sido regida por sacerdotes-astrónomos pacíficos.  Estas ideas surgieron de la limitada comprensión de la escritura maya en el momento; y comenzaron a derrumbarse con los importantes avances en el desciframiento de la escritura en el siglo XX, iniciados por Heinrich Berlin, Tatiana Proskouriakoff, y Yuri Knorozov.  Con los avances en la comprensión de la escritura maya que se lograron desde la década de 1950 en adelante, los textos revelaron las actividades bélicas de los reyes mayas clásicos, y ya no podía sostenerse la idea de que los mayas fuesen pacíficos.  Investigaciones detalladas del patrón de asentamiento de las ciudades mayas revelaron evidencia de grandes poblaciones urbanas, poniendo fin al modelo del centro ceremonial vacante.